# Боу, Томми
То́мас Джон «То́мми» Бо́у (англ. Thomas John "Tommy" Bowe, родился 22 февраля 1984 года в Имивейле, графство Монахан) — ирландский профессиональный регбист, выступавший на позициях винга и центра. Дважды вызывался в состав Британских и ирландских львов.

## Ранняя карьера
Томми Боу начал свою спортивную карьеру, играя в гэльский футбол за клуб из родной деревни, а позже и в молодёжной команде, представляющей графство Монахан. В регби Боу начал играть в средней школе, а после поступления в Университет Квинс в Белфасте попал в чемпионат Ольстера, где был замечен скаутами молодёжной сборной Ирландии. После выступления за молодёжные сборные Ирландии получил звание лучшего молодого игрока 2004 года по версии Ирландской ассоциации игроков в регби-15.

## Клубная карьера
Боу был внесён в основной состав «Ольстера» перед сезоном 2003—2004 и дебютировал 16 апреля 2004 года против «Коннахта», занеся в матче свою первую попытку за клуб. В сезоне 2004—2005 регбист стал важным игроком основного состава, он вышел в старте в 25 матчах и в конце сезона получил звание Игрока года в Ольстере.
В 2008 году Боу отказывается подписывать новый контракт с «Ольстером» и переходит в валлийский клуб «Оспрейз», заключив со «скопами» трёхлетнюю сделку. В том же году Томми получил ещё одну награду от Ирландской ассоциации игроков в регби-15, на этот раз он назван игроком года в Ирландии. Спустя несколько месяцев Боу заносит своё имя и в историю валлийского регби: в матче Кубка Хейнекен против «Бенеттона» он приземлил четыре попытки и установил клубный рекорд по этому показателю.
Несмотря на давление Ирландского регбийного союза, в конце 2009 года Боу подписывает с «Оспрейз» новое трёхлетнее соглашение. Через пять месяцев Томми второй раз за два года получает звание лучшего ирландского регбиста года и становится чемпионом Кельтской лиги, при этом занеся попытку в финальном матче плей-офф против «Ленстера».
В 2012 году Боу вернулся в «Ольстер», подписав с клубом трёхлетний контракт. В своём первом матче после возвращения на север Ирландии Томми занёс две попытки и помог клубу обыграть «Кардифф Блюз» с крупным счётом 48:19. С сезоне 2012—2013 Боу помог клубу дойти до финала Про12, приземлив попытку в полуфинальной матче против «Скарлетс». В решающем матче «Ольстер» не сумел справиться с «Ленстером», который выиграл в том матче второй титул за сезон. В ноябре 2014 года Боу подписал клубом новый четырёхлетний контракт.

## Международная карьера

### Сборная Ирландии
Томми Боу дебютировал в сборной Ирландии 20 ноября 2004 года в матче против сборной США, в котором он занёс попытку, а также стал первым за 80 лет уроженцем Монахана, сыгравшим за «зелёных». На своём первом Кубке шести наций в 2006 году Томми занёс попытку сборной Италии. Следующий матч турнира против сборной Франции ирландцы проиграли, а главный тренер Эдди О’Салливан обвинил Боу и других защитников в недостаточно грамотной игре. В матче против сборной Аргентины 25 мая 2007 года Томми получил травму, из-за чего пропустил оставшиеся до чемпионата мира 2007 года тестовые встречи. Несмотря на то, что Боу успел восстановиться к началу мирового первенства, на его место О’Салливан взял игрока в регбилиг Брайана Карни.
«Зелёные» провалили чемпионат мира и новым тренером стал Деклан Кидни, который вернул Боу в состав. Регбист оправдал возложенное на него доверие и заёс две попытки сборной Шотландии на Кубке шести наций 2008. В 2009 году Томми вновь попал в основной состав, вышел в стартовом составе во всех пяти матчах и приземлил две попытки (Италии и Уэльсу), а сборная Ирландии впервые за 61 год завоевала большой шлем. В следующем розыгрыше Кубка шести наций Боу получает награду лучшего игрока, во многом благодаря двум попыткам, занесённым в матче против сборной Англии.
В 2011 году Боу попал на первый в своей карьере чемпионат мира и в первом матче на турнире занёс две попытки сборной США. На Кубке шести наций 2012 регбист вышел в стартовом составе на все встречи и приземлил 5 попыток (по две Италии и Франции и одну Уэльсу), и тем самым стал лучшим в этом показателе.
Из-за травмы колена, полученной в клубе, Боу пропустил Кубок шести наций 2013, а через полгода получил перелом руки в матче за Британских и ирландских львов. В ноябре 2013 года в тестовом матче с сборной Новой Зеландии Томми получает травму паха и пропускает победный для сборной Ирландии Кубок шести наций 2014, а также летние тестовые матчи 2012 года.
После двух лет травм и невозможности регулярно играть за сборную, Боу возвращается в основной состав к Кубку шести наций 2015. «Зелёные» вновь как и год назад выиграли турнир, а Томми вышел во всех матчах в стартовом составе, но попыток занести не сумел. Несмотря на не самую высокую результативность в последних тестовых матчах, регбист попадает в состав сборной на чемпионат мира 2015. В матче с Румынией Боу приземлил две попытки, но в последней игре группового этапа против сборной Франции получил тяжёлую травму колена и не сумел помочь команде в четвертьфинале, соперником в котором выступила Аргентина.

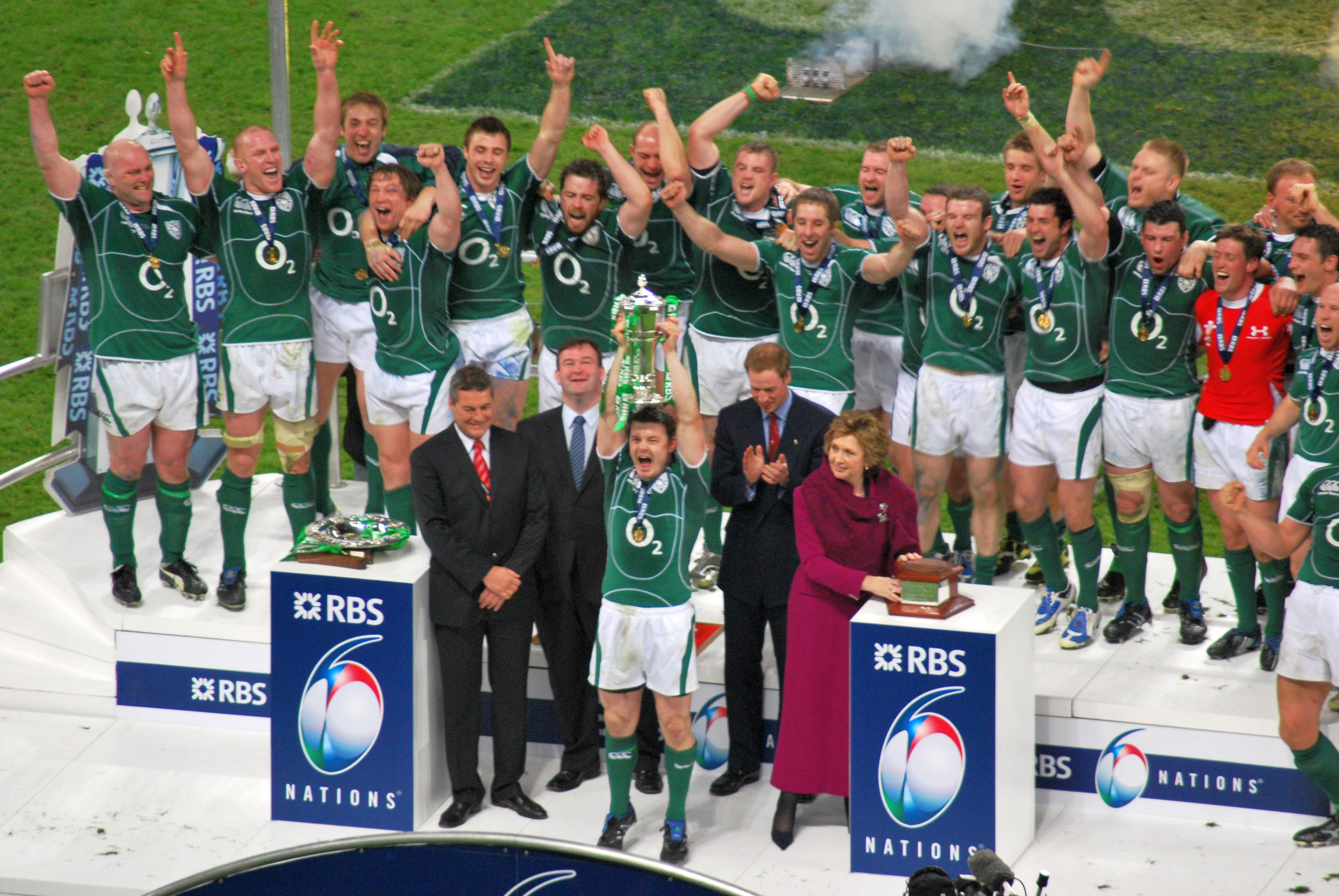
Сборная Ирландии празднует победу в Кубке шести наций 2009. Томми Боу пятый слева.

### Британские и ирландские львы
21 апреля 2009 года Боу был вызван в состав Британских и ирландских львов на летние матчи в Южной Африке. В первом матче с «Ройал XV» Томми открыл счёт попыткам «Львов» в турне и переломил ход матча. Во второй игре британцы встретились со сборной провинции Гаутенг, «Голден Лайонз», на этот раз Боу зарабатывает уже 10 очков. В двух следующих встречах спортсмен участия не принимал, но вернулся в состав на матч с «Вестерн Провинс» и пополнил свой счёт до четырёх попыток в трёх матчах. Благодаря яркой атакующей игре Боу вышел в стартовом составе во всех трёх тестовых матчах против сборной ЮАР, но ни в одном из них результативными действиями не отметился. Томми Боу был признан вторым после Джейми Робертса лучшим игроком турне.
Боу попал в состав «Львов» и в следующее турне, которое прошло в Австралии. Боу занёс свою единственную попытку матче против «Вестерн Форс», а в следующей игре с «Квинсленд Редс» сломал руку. Томми успел восстановиться ко второй и третьей тестовым встречам со сборной Австралии, но попыток в них приземлить не сумел.

### Занесённые в международных матчах попытки
| №      | Соперник       | Город                      | Стадион         | Турнир         | Год  |
| ------ | -------------- | -------------------------- | --------------- | -------------- | ---- |
| 1      | США            | Дублин, Ирландия           | Лэнсдаун Роуд   | Тестовый матч  | 2004 |
| 2      | Япония         | Осака, Япония              | Нагаи           | Тестовый матч  | 2005 |
| 3      | Италия         | Дублин, Ирландия           | Лэнсдаун Роуд   | Шесть наций    | 2006 |
| 4, 5   | Шотландия      | Дублин, Ирландия           | Кроук Парк      | Шесть наций    | 2008 |
| 6, 7   | Канада         | Лимерик, Ирландия          | Томонд Парк     | Тестовый матч  | 2008 |
| 8      | Аргентина      | Дублин, Ирландия           | Кроук Парк      | Тестовый матч  | 2008 |
| 9      | Италия         | Рим, Италия                | Стадио Фламинио | Шесть наций    | 2009 |
| 10     | Уэльс          | Кардифф, Уэльс             | Миллениум       | Шесть наций    | 2009 |
| 11     | Австралия      | Дублин, Ирландия           | Кроук Парк      | Тестовый матч  | 2009 |
| 12, 13 | Англия         | Лондон, Англия             | Туикенем        | Шесть наций    | 2010 |
| 14     | Шотландия      | Дублин, Ирландия           | Кроук Парк      | Шесть наций    | 2010 |
| 15     | Новая Зеландия | Нью-Плимут, Новая Зеландия | Йерроу Стэдиум  | Тестовый матч  | 2010 |
| 16     | ЮАР            | Дублин, Ирландия           | Авива Стэдиум   | Тестовый матч  | 2010 |
| 17     | Англия         | Дублин, Ирландия           | Авива Стэдиум   | Шесть наций    | 2011 |
| 18, 19 | США            | Нью-Плимут, Новая Зеландия | Йерроу Стэдиум  | Чемпионат мира | 2011 |
| 20     | Уэльс          | Дублин, Ирландия           | Авива Стэдиум   | Шесть наций    | 2012 |
| 21, 22 | Италия         | Дублин, Ирландия           | Авива Стэдиум   | Шесть наций    | 2012 |
| 23, 24 | Франция        | Сен-Дени, Франция          | Стад де Франс   | Шесть наций    | 2012 |
| 25, 26 | Аргентина      | Дублин, Ирландия           | Авива Стэдиум   | Тестовый матч  | 2012 |
| 27     | ЮАР            | Дублин, Ирландия           | Авива Стэдиум   | Тестовый матч  | 2014 |
| 28     | Австралия      | Дублин, Ирландия           | Авива Стэдиум   | Тестовый матч  | 2014 |
| 29, 30 | Румыния        | Лондон, Англия             | Уэмбли          | Чемпионат мира | 2015 |

## Достижения

### Командные достижения
Кубок шести наций
- Победитель: 2009, 2015.

Кельтская лига/Про12
- Победитель: 2005/06 (в составе «Ольстера»), 2009/10 (в составе «Оспрейз»).
- Финалист: 2003/04, 2012/13.

### Индивидуальные достижения
- Лучший молодой игрок 2004 года по версии Ирландской ассоциации игроков в регби-15[4];
- Лучший игрок 2005 года в Ольстере[7];
- Лучший игрок 2008 года по версии Ирландской ассоциации игроков в регби-15[4];
- Лучший игрок Кубка шести наций 2010 года[24];
- Лучший игрок 2010 года по версии Ирландской ассоциации игроков в регби-15[11];
- Второе место по количеству попыток, занесённых за сборную Ирландии (30)[42].

## Деятельность вне регби
В 2010 году Боу снялся в одном из выпусков кулинарного шоу The Restaurant. Томми был дважды приглашён в самое популярное ток-шоу Ирландии The Late Late Show в 2010 и в 2012 годах. В 2013 году снялся в документальном фильме Tommy Bowe’s Body Check, рассказывающем о том, как влияет на человека спорт высоких достижений.
У Томми Боу есть собственный бренд обуви и аксессуаров Lloyd & Pryce footwear, а также линия одежды XV Kings. В 2011 и 2012 году спортсмен запустил благотворительную акцию Tommy Bowe Challenge, цель которой была собрать средства для регбийного клуба «Глазлок Уорриорз» из его родного графства. В 2014 году получил от Университета Ольстера почётную научную степень за достижения в спорте.

### Семья
Отец Томми, Пол Боу, в 1970-х играл на любительском уровне за команду своего колледжа по регби. Младшая сестра Боу, Ханна, вызывалась в сборную страны на международных соревнования по хоккею с шайбой, а младший брат избрал академическую карьеру и получил образование в Имперском колледже Лондона. Дед Томми участвовал в Высадке в Нормандии и получил за неё Военный крест. 14 июня 2015 года Томми Боу женился на своей девушке Люси Уайтхаус, победительнице конкурса Мисс Уэльс 2009 года.